# Triple Play 2001
A Triple Play 2001 baseball-videójáték, melyet a Treyarch fejlesztett és az EA Sports jelentetett meg. A játék 2000 márciusában jelent meg PlayStation és Microsoft Windows, illetve 2000 májusában Game Boy Color platformokra. A Game Boy Color-kiadás a THQ forgalmazásában jelent meg, illetve ez a változat Európában is megjelent, ezzel ez a sorozat első és egyetlen játéka, amely megjelent a kontinensen. A játék a 2000-es Major League Baseball-szezont dolgozza fel.
Az EA Sports a játék elődjénél a negatív kritika miatt törekedett a 30 képkocka/másodperces képfrissítés elérésére, azonban a 2001-nél már nem sikerült ezt elérni, így emiatt kemény kritika érte. A 2001-ben lehetett a sorozatban először visszavonult klasszikus játékosokkal is játszani. A játékosok barátságos mérkőzéseket, egy teljes szezont, a rájátszást, illetve hazafutásversenyt is játszhatnak. A játék kommentátora ismét Jim Hughson és Buck Martinez. A játék borítóján Mike Piazza New York Mets-elkapó szerepel. A 2001 az elődjével szemben nem jelent meg Nintendo 64-re.

## Fogadtatás
| Összegzőoldal | Értékelés | Értékelés | Értékelés |
| Összegzőoldal | GBC       | PC        | PS        |
| ------------- | --------- | --------- | --------- |
| GameRankings  | 50%       | 58%       | 82%       |

| Szerző        | Értékelés | Értékelés | Értékelés |
| Szerző        | GBC       | PC        | PS        |
| ------------- | --------- | --------- | --------- |
| AllGame       | [ 6 ]     | [ 7 ]     | [ 8 ]     |
| CGSP          | N/A       | [ 9 ]     | N/A       |
| CGW           | N/A       | [ 10 ]    | N/A       |
| EGM           | N/A       | N/A       | 6,5/10    |
| Game Informer | 4/10      | N/A       | 8/10      |
| GamePro       | N/A       | [ 14 ]    | N/A       |
| GameSpot      | 3/10      | 4,6/10    | 8,2/10    |
| GameSpy       | N/A       | 69%       | N/A       |
| IGN           | 4/10      | 6/10      | 7/10      |
| OPM (US)      | N/A       | N/A       | [ 22 ]    |
| PC Gamer (US) | N/A       | 52%       | N/A       |

A játék PlayStation-verziója kedvező, míg a Windows- és Game Boy Color-kiadásai megosztott kritikai fogadtatásban részesült a GameRankings kritikaösszegző weboldal adatai szerint.
Az IGN szerkesztője 6/10-es pontszámmal díjazta a játék Windows-változatát, negatívumként kiemelve a játékmódok hiányát, a gyatra grafikát és a lassú képfrissítést, illetve a rossz ár-érték arányt. Megjegyezte, hogy „Ez a játék a közel 40 dolláros árával túl sokba kerül, tekintettel arra, hogy az MS Baseball 10 dollárral olcsóbb és több opció található benne, legalább olyan jól néz ki, illetve sokkal jobb vele játszani.” Ennek ellenére az oldal a PlayStation-verzióra már valamivel kedvezőbb, 7/10-es értékelést adott, dicsérve az új opciókat és a játékmenetet. Negatívumként elsősorban a grafika, azon belül is a gyatra animációk és az alacsony képfrissítési sebesség lett kiemelve.

## Fordítás
- Ez a szócikk részben vagy egészben  a   Triple Play 2001 című angol Wikipédia-szócikk ezen változatának fordításán alapul.  Az eredeti cikk szerkesztőit annak laptörténete sorolja fel. Ez a jelzés csupán a megfogalmazás eredetét és a szerzői jogokat jelzi, nem szolgál a cikkben szereplő információk forrásmegjelöléseként.